# Museu de Shanghai
El Museu de Shanghai (en xinès, 上海博物館) és un museu dedicat a l'art xinès antic. És a la plaça del Poble, al districte de Huangpu de Shanghai, a la República Popular de la Xina. El museu va obrir per primera vegada les seves portes l'any 1952 en un edifici modernista del carrer Nanjing. Posteriorment, el 1959, es va traslladar al carrer Henan. El museu actual es va inaugurar l'any 1996. L'edifici que alberga el museu té forma circular i ocupa una àrea de 39.200 m² dels que més de 10.000 estan dedicats a exposicions. La seva alçada és de 29,5 metres, dividits en cinc pisos. Dissenyat per un arquitecte local, l'edifici té una forma circular sobre una base quadrada, simbolitzant així l'antiga percepció xinesa del món: Un cel rodó, una Terra quadrada.
El museu conté una col·lecció de més de 120.000 peces, dividides en deu categories diferents: bronze, escultura, ceràmica, jade, pintura, cal·ligrafia, segells, monedes, mobles de les dinasties Ming i Qing i arts de les minories xineses.

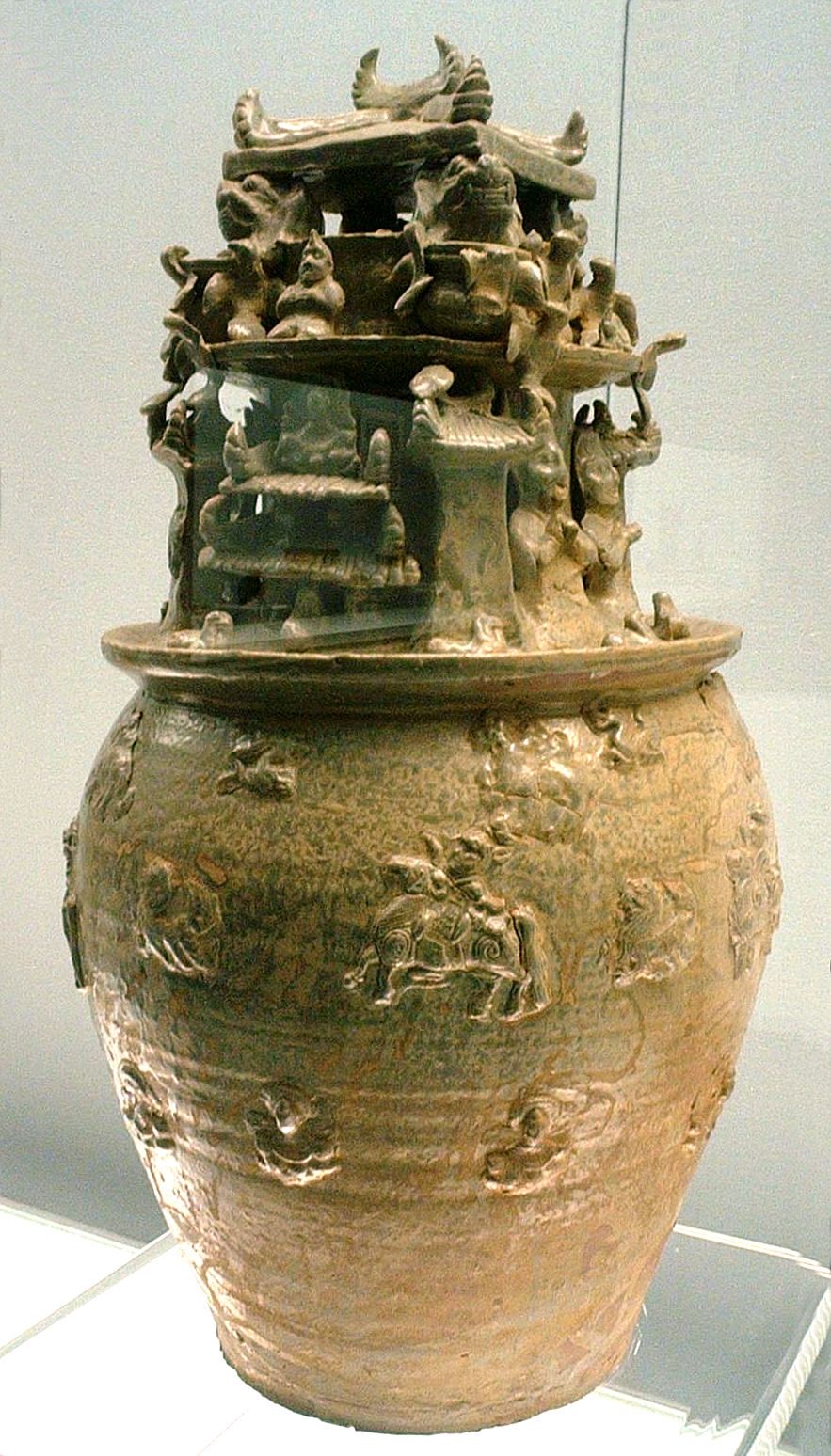
JinJar
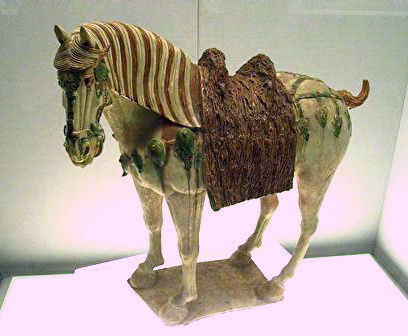
Cavall de la dinastia Tang
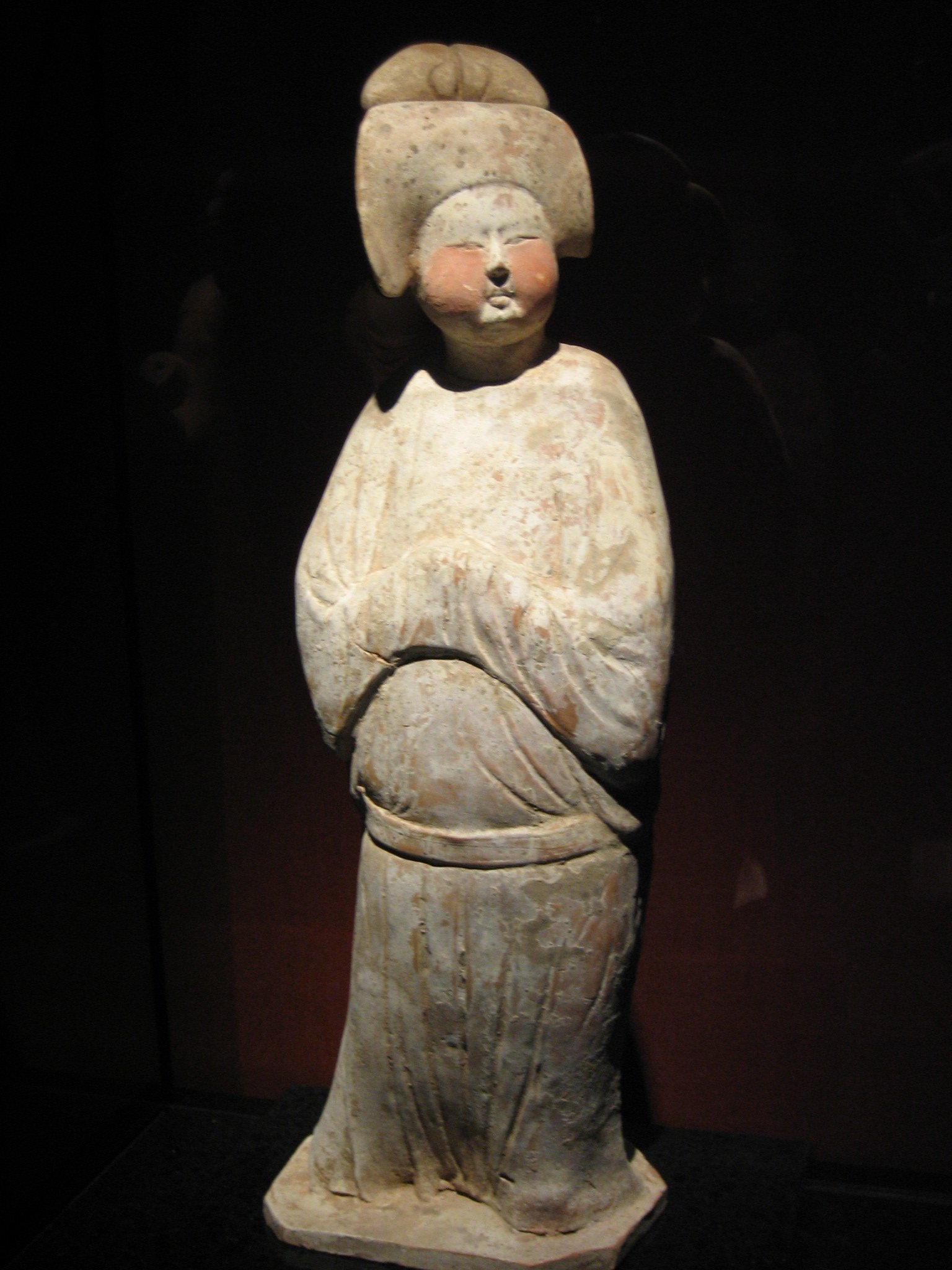
Dona de la dinastia Tang
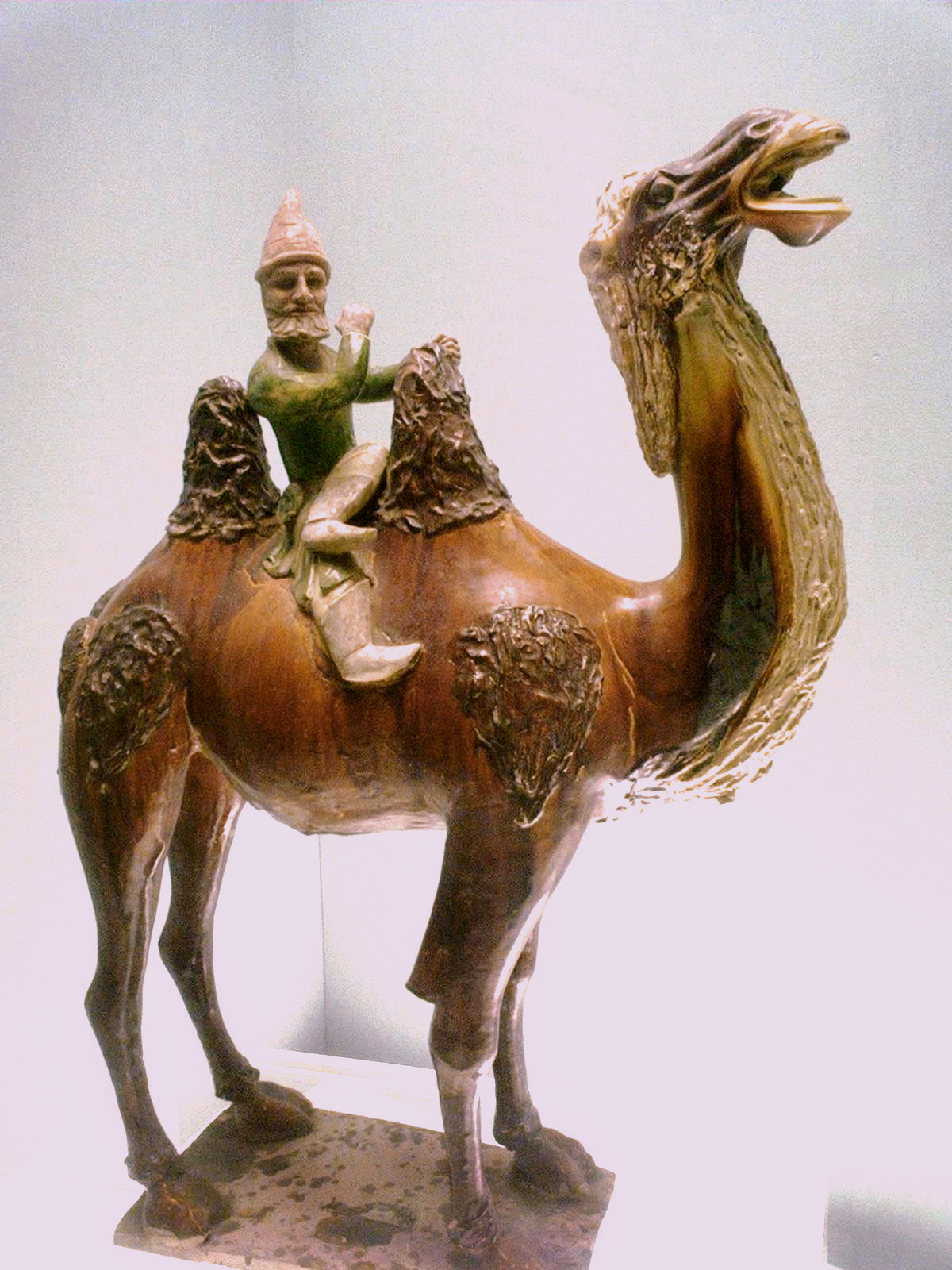
Occidental dalt d'un camell